# Bourlens
Bourlens is een gemeente in het Franse departement Lot-et-Garonne (regio Nouvelle-Aquitaine) en telt 372 inwoners (2005). De plaats maakt deel uit van het arrondissement Villeneuve-sur-Lot.

## Geografie
De oppervlakte van Bourlens bedraagt 15,7 km², de bevolkingsdichtheid is 23,7 inwoners per km².
De onderstaande kaart toont de ligging van Bourlens met de belangrijkste infrastructuur en aangrenzende gemeenten.

## Demografie
Onderstaande figuur toont het verloop van het inwonertal (bron: INSEE-tellingen).